# Депозитный сертификат

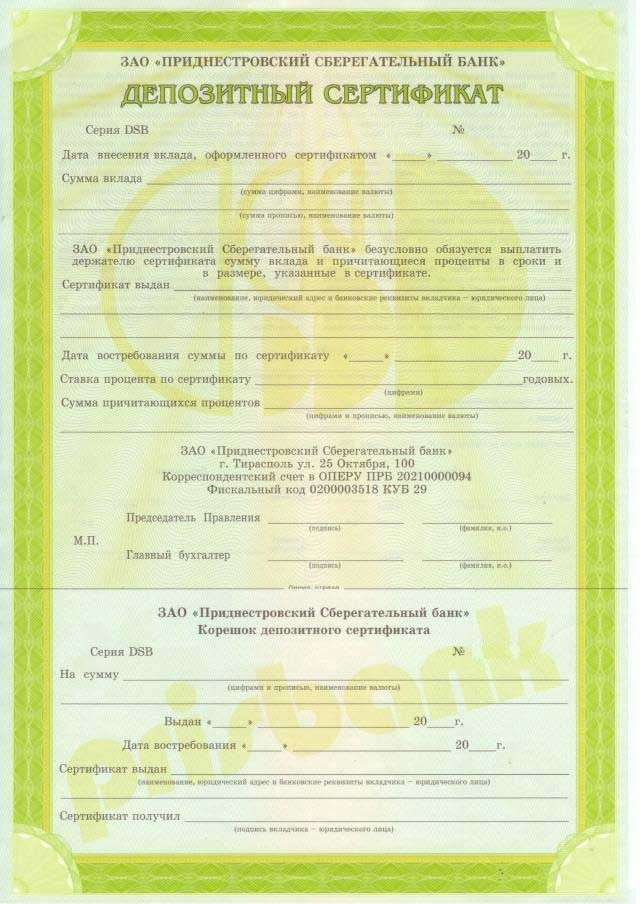
Депозитный сертификат

Депозитный сертификат — ценная бумага, которая удостоверяет сумму внесённого в банк вклада юридического лица и права вкладчика (держателя сертификата) на получение по истечении установленного срока суммы депозита (вклада) и обусловленных в сертификате процентов в банке, выдавшем сертификат, или в любом филиале этого банка.

## Описание

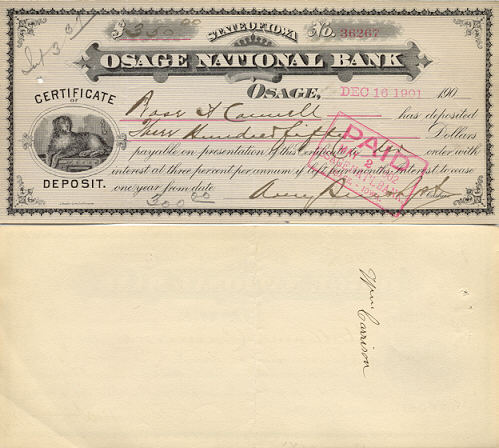
Банковский сертификат, выданный одним из американских банков

Депозитные сертификаты выступают инструментом, который способен обеспечить быстрое обслуживание фондовых операций в условиях финансовой нестабильности. Все денежные расчеты по депозитным сертификатам проводятся в безналичном порядке. Право требования по банковским депозитным сертификатам может быть передано только лицам, которые зарегистрированы в РФ или на территории любого другого государства, где рубль выступает официальной денежной единицей. Срок обращения по такому сертификату составляет год.
Одним из английских банков «English Barclay’s» было выпущено сертификатов на 33 миллиарда долларов. Депозитный сертификат может выступать в качестве объекта залога при кредитовании. Он может быть использован при погашении самого кредита либо его процентов.
На западе депозитный сертификат может получить как частное, так и юридическое лицо. В России депозитные сертификаты используют индивидуальные предприниматели и юридические лица.

## Особенности
- Владельцами сертификатов могут быть резиденты и нерезиденты в соответствии с действующим законодательством Российской Федерации и нормативными актами Банка России[6].
- Банком может предусматриваться возможность досрочного предъявления к оплате срочного сертификата обычно по пониженной процентной ставке, устанавливаемой при выдаче сертификата.
- Обязательные реквизиты бланка депозитного сертификата:

1. Наименование «Депозитный сертификат»;
2. Причина выдачи;
3. Дата внесения депозита;
4. Размер оформленного депозита;
5. Безусловное обязательство банка вернуть сумму, внесенную в депозит;
6. Дата востребования бенефициаром суммы по сертификату;
7. Ставка процента за пользование депозитом;
8. Сумма причитающихся процентов;
9. Наименование и адрес банка-эмитента и (для именного сертификата) бенефициара.

## Виды
Сертификаты могут:
1. Выпускаться как в разовом порядке, так и сериями
2. Быть именными или на предъявителя

- ценная бумага, письменное свидетельство банка о вкладе денежных средств, удостоверяющая право её владельца (только юридического лица) на получение в установленный срок суммы вклада и процентов по ней. Депозитные сертификаты выпускаются только в рублях, доход по ним начисляется в виде процентов.

Депозитный сертификат — это ценная бумага в виде свидетельства банка-эмитента о депонировании денежных средств. Такой сертификат удостоверяет право держателя (юридического лица) на получение полной суммы вклада и процентов по депозиту по истечении установленного срока. Денежные расчеты осуществляются только в безналичной форме.
- срочные доходные ценные бумаги с номиналом в рублях и доходом в виде процентов.
- депозитный сертификат можно заложить, учесть по учетной ставке, дисконтировать.
- депозитный сертификат имеет большую ликвидность, чем договор вклада (депозита) и может быть перепродан.